# České Milovy
České Milovy (Duits: Millau) is een dorp, deelgemeente en kadastrale gemeente in de Tsjechische gemeente Křižánky. In České Milovy wonen ongeveer 25 mensen.

## Geschiedenis
- 1648 – České Milovy wordt gesticht door arbeiders uit het nabijgelegen Březiny.
- 1999 – De gemeente České Milovy wordt geannexeerd door de gemeente Křižánky.